# جوريس اكمنس
جوريس اكمنس (باللاتفية: Juris Ekmanis)‏ (و. 1941 – 2016 م) هو فيزيائي من الاتحاد السوفيتي، لاتفيا . ولد في ريغا .

## التعليم
تعلم في University of Latvia

## مناصب وهيئات
أدار Riga Technical University.

## جوائز
حصل على جوائز منها:
- وسام النجوم الثلاثة.